# Algirdas Landsbergis
Algirdas Landsbergis (ur. 23 czerwca 1924 w Kibartach, zm. 4 kwietnia 2004 we Freeport) – litewski literaturoznawca, pisarz, dramaturg, dziennikarz, publicysta, działający głównie na emigracji w USA.

## Życiorys
W latach 1941–1943 studiował lituanistykę na Uniwersytecie Witolda Wielkiego w Kownie. Po wyjeździe na Zachód w 1944 studiował anglistykę i romanistykę na Uniwersytecie w Moguncji. W 1957 ukończył studia z literatury porównawczej na Uniwersytecie Columbia.
Po emigracji pracował jako nauczyciel w gimnazjach litewskich w Wiesbaden i Kassel, publikował opowiadania, artykuły krytycznoliterackie i przekłady w litewskiej prasie emigracyjnej, współpracował z litewskim teatrem. W latach 1949–1953 pracował jako księgarz na Brooklynie, a w latach 1956–1966 w sekretariacie Zgromadzenia Europejskich Narodów Ujarzmionych. Od 1965 do 1992 był wykładowcą literatury na Uniwersytecie Fairleigha Dickinsona w New Jersey. Działał w PEN Clubie, współpracował z redakcjami Głosu Ameryki i Radia Wolna Europa. Publikował teksty krytycznoliterackie w czasopismach "Literatūros lankai" i "Darbininkas".
Debiutował powieścią Kelionė (Podróż, 1954), uznawaną za pierwszy przykład powojennej prozy modernistycznej w literaturze litewskiej. Jest określany jako awangardowy pisarz, który zwracał uwagę na zagadnienia egzystencjalne w kontekście historycznych kataklizmów. W swoich dziełach nawiązywał do litewskich doświadczeń związanych z II wojną światową, powojennym oporem zbrojnym przeciwko władzy radzieckiej oraz emigracją na Zachód. Opublikował dwa zbiory nowel oraz kilka zbiorów sztuk teatralnych. Zajmował się również tłumaczeniami poezji litewskiej (w tym Alfonsasa Nyki-Niliūnasa i Tomasa Venclovy) na angielski.
W 1974 zgłosił kandydaturę Czesława Miłosza do Literackiej Nagrody Nobla.

## Twórczość
- Kelionė, 1954
- Ilgoji naktis, 1956
- Meilės mokykla, 1965
- Penki stulpai turgaus aikštėje, 1966
- Vėjas gluosniuose. Gluosniai vėjuje, 1973
- Muzika įžengiant į neregėtus miestus, 1979
- Paskutinis piknikas, 1980
- Trys dramos, 1980
- Du utopiški vaidinimai, 1994